# Jaroslav Tůma
Jaroslav Tůma (* 16. října 1956) je český varhaník, klavírista, cembalista, pedagog, hudební improvizátor a popularizátor.

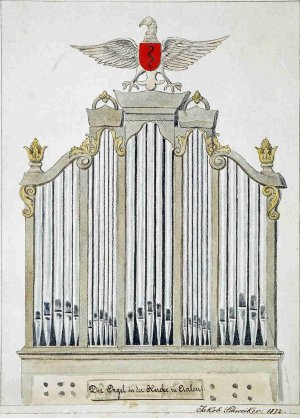
Ilustrativní rytina historických varhan z roku 1769

## Život a dílo
Na pražské konzervatoři studoval hru na varhany a varhanní improvizaci (prof. Jaroslav Vodrážka). Ve studiu dále pokračoval na HAMU, kde krom varhanní hry (prof. Milan Šlechta) studoval hru na cembalo (prof. Zuzana Růžičková). Od roku 1992 působí na Hudební fakultě AMU jako docent varhanní hry. Pravidelně zasedá v porotách mezinárodních varhanních a cembalových soutěží (Pražské jaro, Magdeburg, Norimberk, Mezinárodní varhanní soutěž Petra Ebena aj.). Koncertoval již v mnoha zemích Evropy, v USA, Japonsku, Singapuru i v Mongolsku. Zabývá se koncertováním na různých historických varhanních strojích, kromě toho stále též aktivně hraje na kladívkový klavír, klavichord a cembalo. Nahrává pro rozhlas i televizi, dále též pro četná hudební vydavatelství. Mimo jiné se též zúčastňuje zvukové dokumentace různých historických varhan v Čechách pro firmu Supraphon, působí také jako poradce při restaurování historických varhan. Pro Českou televizi natočil jedenáctidílný dokumentární seriál o historických varhanách v Čechách. Vystupuje též pravidelně v Českém rozhlase na stanici ČRo3-Vltava (např. při dokumentaci a propagaci jedněch z nejcennějších raně barokních varhan v Česku v klášteře v západočeských Plasech nebo při propagaci hry na cembalo).

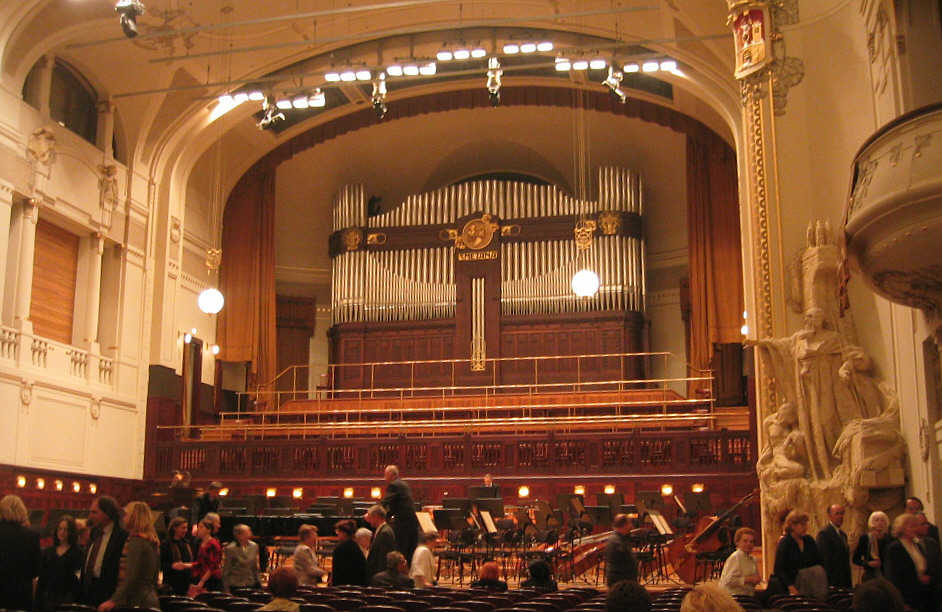
Varhany v pražském Obecním domě

## Ocenění
- 1980 První cena v mezinárodní improvizační soutěži v Norimberku
- 1986 První cena v mezinárodní improvizační soutěži v Haarlemu
- 1978 Laureát soutěže Antona Brucknera v Linci
- 1979 Třetí cena ze soutěže Pražského jara
- 1980 Laureát soutěže J. S. Bacha v Lipsku
- Výroční cena nadace Českého hudebního fondu za kompletní provedení varhanního díla Johanna Sebastina Bacha v letech 1990 až 1993

## Diskografie
- Organ recital – varhanní recitál ve Zlaté Koruně – Supraphon 1990
- Georg Muffat: Apparatus musico-organisticus – Panton 1991
- Varhanní improvizace – Organ Improvisation – Arta 1995
- Historic organs of Bohemia I. – Doksy 1627 – Supraphon 1995
- Johann Sebastian Bach: Organ Mass – Varhanní mše aneb Dogmatické chorály ze třetího dílu klavírních cvičení – Supraphon 1996
- Historic organs of Bohemia II. – Cheb 1894 – Supraphon 1996
- Johann Sebastian Bach: Invence, Simfonie, Dueta (klavichord) – Arta 1997
- Historic organs of Bohemia III. – Praha, Obecní dům 1912 – Supraphon 1997
- Historic organs of Bohemia IV. – klášter Kladruby 1739 – Supraphon 1998
- Historic organs of Bohemia V. – Rychnov 1843 – Supraphon 1999
- Jan Václav Tomášek : Eklogy pro kladívkový klavír – Arta 1999
- Antonín Rejcha : Dvě sonáty pro flétnu a fortepiano, 4 fugy pro fortepiano – Arta 2006
- Johann Sebastian Bach : varhanní knížka BWV 599–644 – Arta 2007
- Johann Sebastian Bach : Goldbergovské variace BWV 988 – dvě různé nahrávky na dvou různých dobových nástrojích - Arta 2005 – (2 CD)
- Janáček, Hindemith, Tůma : varhany Rieger 1931, Ludgeřovice – Arta 2006
- Antonín Rejcha : 36 fug pro fortepiano – první souborná nahrávka na dobovém nástroji – Arta 2006 – (2 CD)
- Johann Sebastian Bach : Kunst der Fuge – Supraphon 2000
- Historic organs of Bohemia VI. – Kostel sv. Šimona a Judy v Praze 1763 – Supraphon 2001
- Johann Sebastian Bach : Das Wohltemperirte Klavier, BWV 846–869, I. Teil – Supraphon 2002
- Joseph Haydn: Sedm slov vykupitelových na kříži, klavírní verze, 1787  – PRAGA Digitals 2004
- Život s cembalem – nahráno na kopie historických nástrojů z dílny Františka Vyhnálka – Arta 2007
- J. S. Bach: Dobře temperovaný klavír BWV 846–893 – nahráno na 2 klavichordy od Martina Kathera – Arta 2008
- Finsterwalde und Sonnewalde – Improvizace, Bach, Drischner, Jirák Sluka, Wiedermann – Harp / Labium 2008
- Svatojakubské chórové varhany – na dvojpozitiv z dílny Vladimíra Šlajcha hrají Karel Paukert a Jaroslav Tůma – Arta 2008
- Příběh plaských varhan – Georg Muffat, Johann Pachelbel, Johann Jakob Froberger, John Bull, William Byrd, Jan Pietrszoon Sweelinck, Samuel Scheidt, Anthoni van Noordt, Matthias Weckmann, Johannes Brahms, Jaroslav Tůma – Arta 2009
- CD „Varhany v litoměřické katedrále“